# 萇郷県
萇郷県（ちょうきょう-けん）は中華人民共和国河北省にかつて存在した県。現在の涿州市東部に相当する。
西晋により設置された長郷県を前身とする。南北朝時代、北魏により萇郷県と改称された。北斉により廃止され管轄区域は涿県に編入された。